# Chiesa di San Pietro e San Paolo (Vilnius)
La Chiesa di San Pietro e San Paolo (in lituano Šv. apaštalų Petro ir Povilo bažnyčia) è un luogo di culto cattolico situato nel quartiere di Antakalnis a Vilnius in Lituania.
Realizzata nel XVII secolo, è il fulcro di un ex complesso monastico dei canonici lateranensi. Al suo interno sono presenti opere e decorazioni di Giovanni Pietro Perti e di Giovanni Maria Galli. La chiesa è considerata come uno degli esempi di architettura barocca durante il periodo della confederazione polacco-lituana. Fu voluta e finanziato da Micheł Kazimierz Pac, per commemorare la vittoria sui moscoviti e la loro espulsione da Vilnius dopo sei anni di occupazione.